# Actions on Google
Actions on Google是Google助理的開發者平台。

它允許第三方開發「動作」，即擴充的Google助理技能的語音應用程式。

### 與Dialogflow的關係
在Dialogflow，開發者可以在沒有程式碼編寫的情形下創建「動作」。

包括自然語言分析的訓練與回應皆可在該平台上完成。

此外，該平台也支援其他市面上常見的聊天機器人介接。

### 呼叫方式
這個動作平台支援「直接」動作，以及針對該應用程式更複雜的「對話」動作。

更資深的開發人員可以直接透過其API進行開發，或是透過基於Node.js的SDK 來開發。

### 支援終端裝置
- 智慧型手機(Android,iOS)
- 平板電腦
- 智能喇叭(如Google Home)
- 智能手錶(基於Wear OS)
- 智慧螢幕
- 智慧鬧鐘
- Android TV
- Android Auto
- 耳機

### 支援語言
截至2020年4月，目前已支援超過40種語言。

例如：英語、廣東話、中文（繁體）、丹麥文、荷蘭語、法文、德語、印地語、印度尼西亞、義大利文、日本語、韓語、挪威語、波蘭語、葡萄牙語、俄語、西班牙文、瑞典語、泰語、土耳其語等。

### 智慧家庭
根據官方網站，它號稱可在超過10億種設備上使用，例如智能揚聲器，電話，汽車，電視，耳機，手錶等。

### 「動作」數目
截至2017年4月，Google Assistant的動作已超過175種，包括来自Uber、The Motley Fool、NPR One、NBC News和Domino's Pizza。同時間這些動作不僅能在Google Home上運行，也擴展到Android和iOS等裝置上。

## 類似條目
- Alexa技能套件